# Akademia Sztuk Pięknych w Gdańsku
Akademia Sztuk Pięknych w Gdańsku – została założona w 1945 w Sopocie jako Państwowy Instytut Sztuk Plastycznych, w późniejszym okresie przemianowana na Państwową Wyższą Szkołę Sztuk Plastycznych w Gdańsku (PWSSP). W 1954 siedzibę PWSSP przeniesiono z Sopotu do Gdańska, do odbudowanej Wielkiej Zbrojowni. W 1968 uczelnia zyskała nowe, modernistyczne skrzydło według projektu profesora uczelni Ryszarda Semki. Od 1996 posiada status Akademii Sztuk Pięknych.

## Władze[4]
Kadencja 2024–2028:
- Rektor – prof. ASP dr hab. Adam Świerżewski
- Prorektor ds. Kształcenia i Współpracy Dydaktycznej – dr inż. arch. Marek Barański
- Prorektor ds. Nauki, Spraw Studenckich i Doktoranckich – prof. ASP dr hab. Małgorzata Jankowska
- Prorektor ds. ds. Współpracy i Promocji – dr Filip Ignatowicz
- Dyrektor Administracyjny – mgr Marzena Kołodziejska[5]

## Rada Akademii Sztuk Pięknych w Gdańsku[6]

### Kadencja 2025–2028
- przewodniczący
  - Krzysztof Malicki[7]

### Kadencja 2021–2024
- przewodniczący
  - Waldemar Ossowski

### Kadencja 2019–2020
- przewodniczący
  - Piotr Stepnowski

## Rektorzy
1. Jerzy Krechowicz (1996–2002)
2. Tomasz Bogusławski (2002–2008)
3. Ludmiła Ostrogórska (2008–2016)
4. Krzysztof Polkowski (2016–2024)
5. Adam Świerżewski (od 2024)

## Kierunki
Stacjonarne Jednolite Magisterskie
- Malarstwo

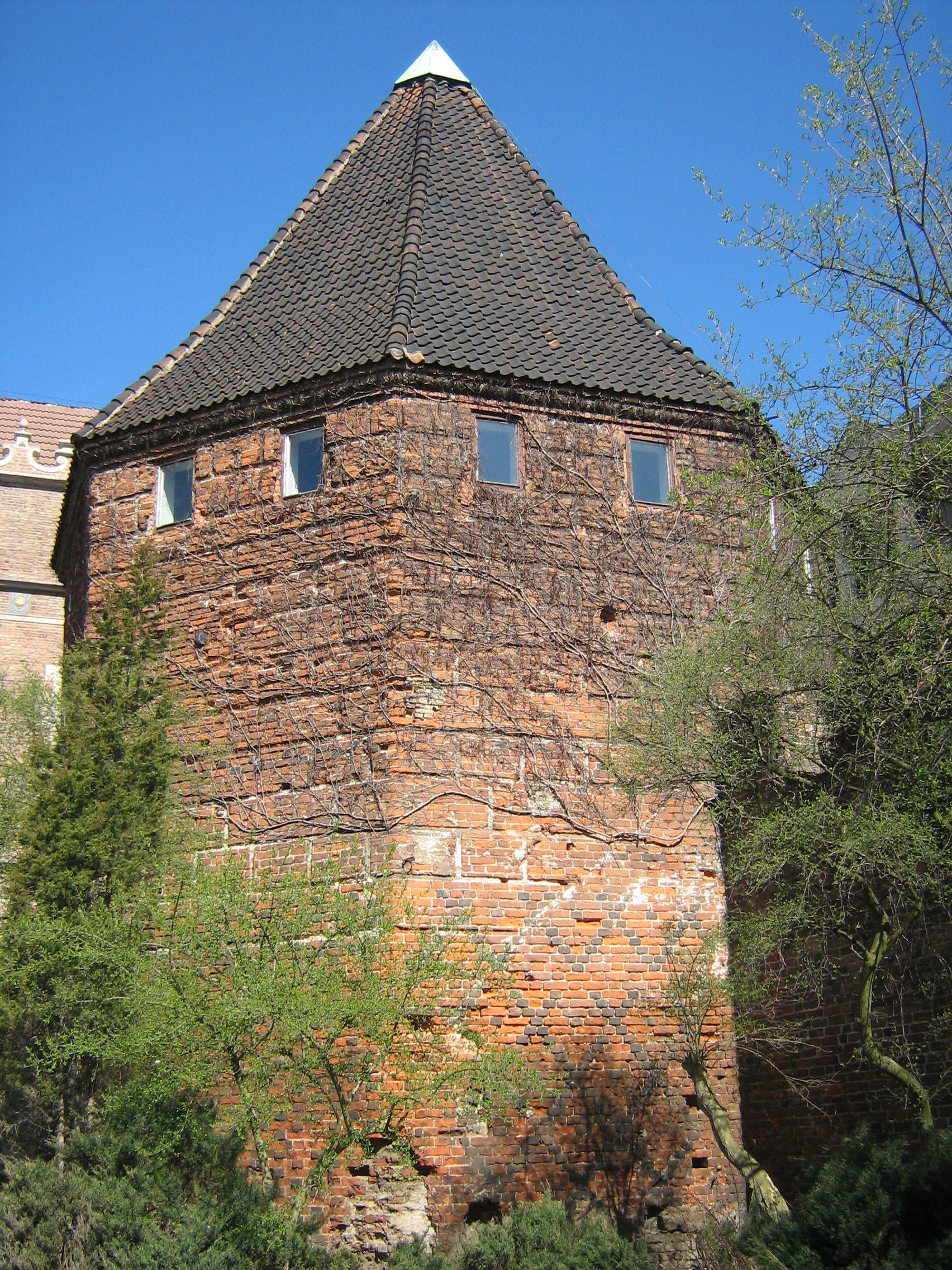
XV-wieczna Baszta Słomiana została zaadaptowana na potrzeby gdańskiej ASP

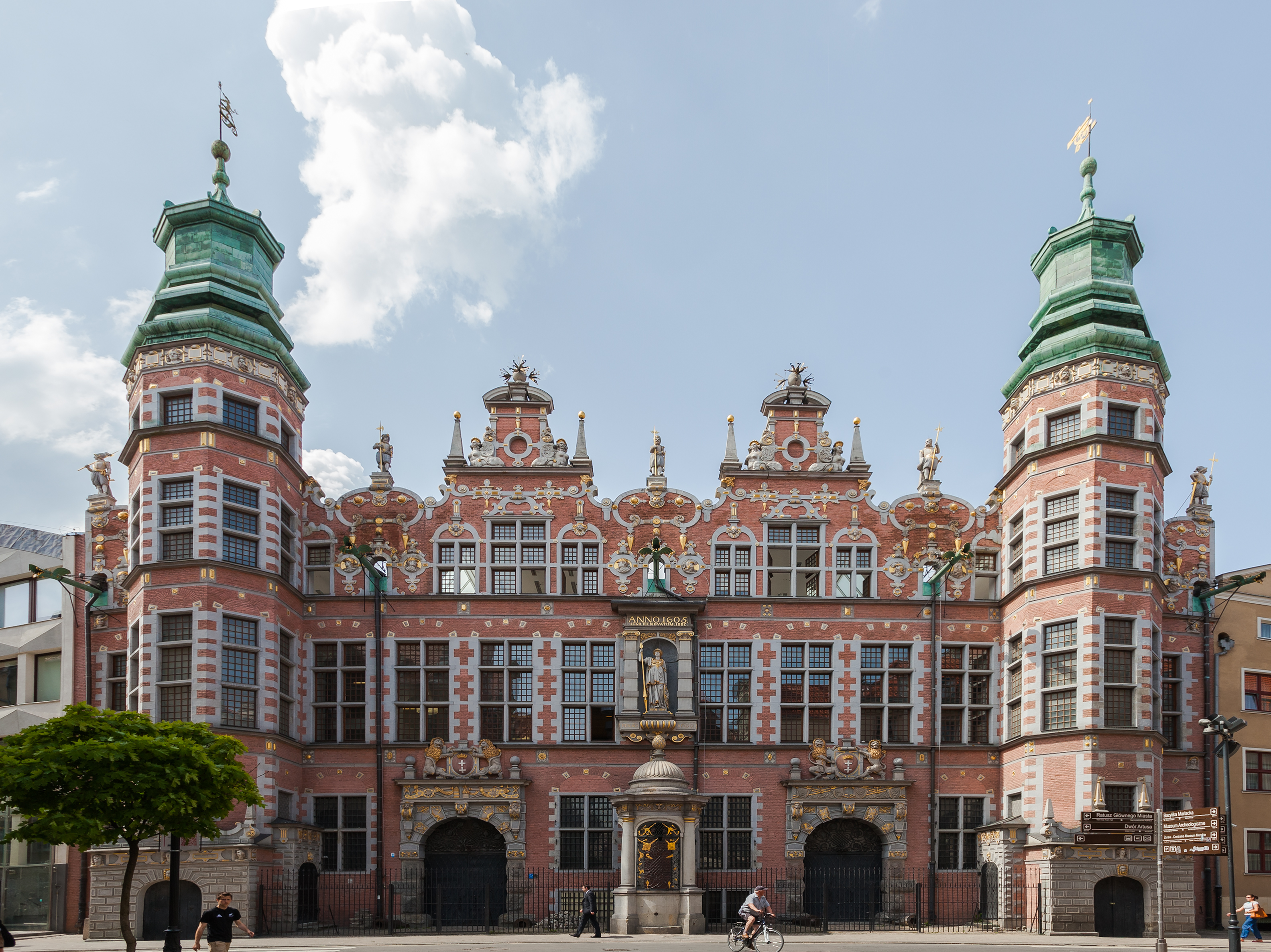
Fasada od strony ulicy Piwnej

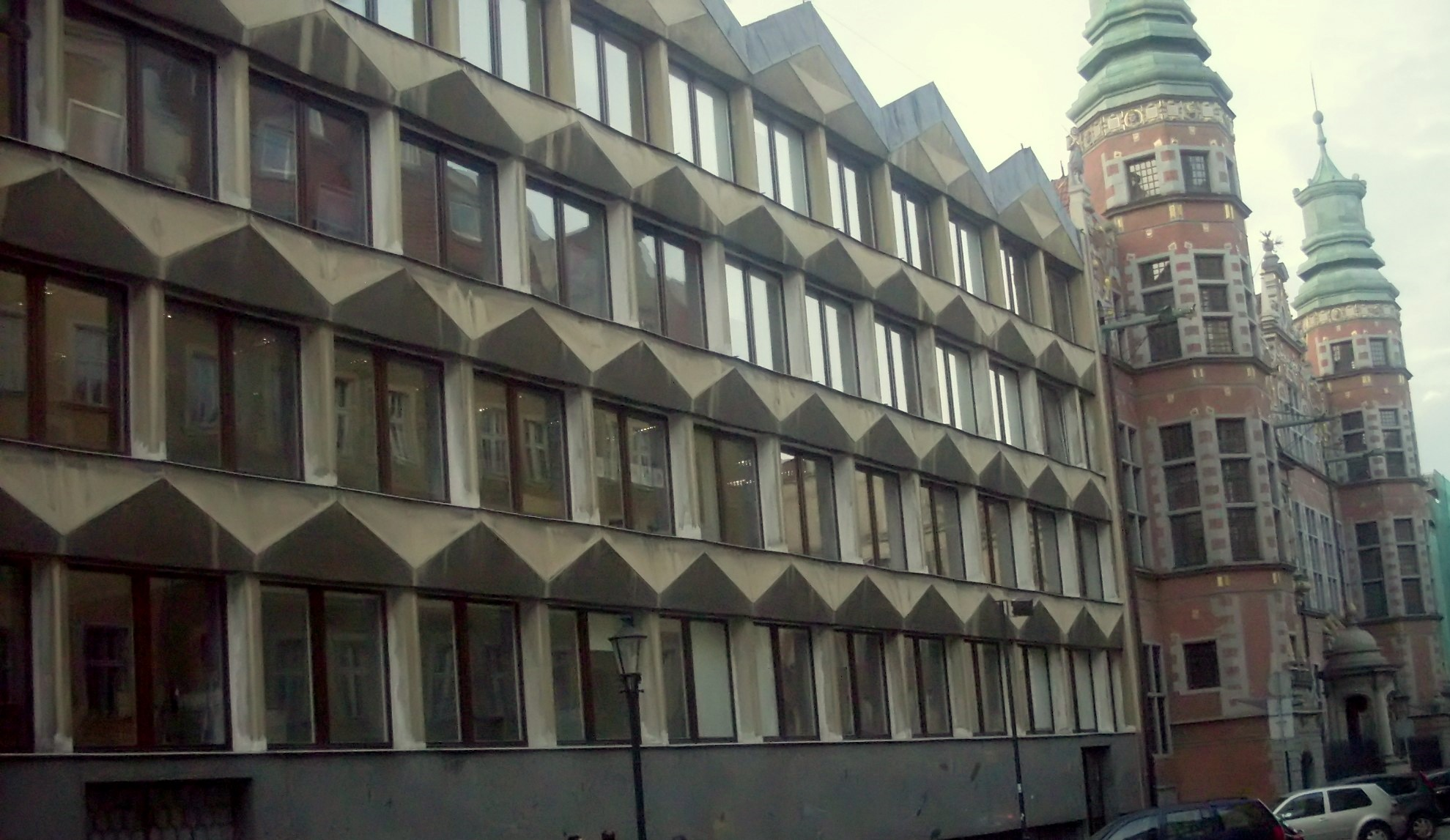
Dobudowane do Wielkiej Zbrojowni skrzydło, strona od ulicy Tkackiej

- Malarstwo, specjalność Sztuka w Przestrzeni Publicznej
- Rzeźba

Stacjonarne Studia I stopnia
- Architektura Wnętrz
- Wzornictwo
- Architektura w przestrzeni kulturowych
- Grafika
- Grafika, Międzywydziałowa specjalność Animacja
- Intermedia
- Intermedia, specjalność fotografia
- Intermedia, Międzywydziałowa specjalność Animacja

Stacjonarne Studia II stopnia
- Architektura Wnętrz
- Wzornictwo
- Architektura w przestrzeni kulturowych
- Grafika, specjalność: Grafika Artystyczna
- Grafika, specjalność: Grafika Projektowa
- Intermedia
- Intermedia, specjalność fotografia

Niestacjonarne Studia I stopnia
- Grafika, specjalność Grafika Projektowa

Szkoła Doktorska
- w dziedzinie sztuki, dyscyplinie sztuki plastyczne i konserwacja dzieł sztuki

## Nagrody
- 2015 – Nagroda Prezydenta Miasta Gdańska w Dziedzinie Kultury z okazji jubileuszu 70-lecia[8]